# (4743) Kikuchi
(4743) Kikuchi ist ein Asteroid des Hauptgürtels, der am 16. Februar 1988 von den japanischen Amateurastronomen Tetsuya Fujii und Kazurō Watanabe am Kitami-Observatorium (IAU-Code 400) in der Präfektur Hokkaidō entdeckt wurde.
Der Asteroid wurde nach der japanischen Astronautin Ryōko Kikuchi (* 1964) benannt, die als Ersatzfrau für den ersten japanischen Astronauten Toyohiro Akiyama vorgesehen war.